# کنت گرنج
کنت گرنج (به انگلیسی: Kenneth Grange)؛ (زادهٔ ۱۷ ژوئیهٔ ۱۹۲۹ میلادی) یک طراح صنعتی اهل بریتانیا است که به خاطر طیف گسترده‌ای از طرح‌های اشیاء آشنا و روزمره شهرت دارد.
وی دارای نشان امپراتوری بریتانیا است و همین‌طور عضو طراحان سلطنتی برای صنعت و انجمن نخبگان طراحان است.

## حرفه
کار گرنج به عنوان دستیار نقشه‌کشی با معمار جک هاو در دههٔ ۱۹۵۰ میلادی آغاز شد. حرفهٔ مستقل او به‌طور تصادفی با سفارش غرفه‌های نمایشگاهی آغاز شد، اما در اوایل دههٔ ۱۹۷۰ او یکی از شرکای بنیانگذار پنتاگرام، یک مشاور طراحی میان‌رشته‌ای بود.
زندگی حرفه‌ای گرنج بیش از نیم قرن را دربرگرفته است و بسیاری از طرح‌های او به اقلام آشنا در خانه یا خیابان تبدیل شدند – و هنوز هم هستند. این طرح‌ها شامل اولین پارکومتر انگلستان برای ونر، کتری‌ها و میکسرهای غذا برای کنوود، تیغ‌های ریش‌تراش برای ویلکینسون سوورد، دوربین‌های عکاسی برای کداک، ماشین‌های‌تحریر برای امپریال، اتوهای برقی برای مورفی ریچاردز، فندک‌های سیگار برای رونسون، ماشین‌های لباسشویی برای بندیکس، خودکارهایی برای پارکر، پناهگاه‌های اتوبوس، رایانه‌های رویترز، و صندوق‌های پست منطقه‌ای برای پست سلطنتی هستند.
گرنج همچنین مسئول آیرودینامیک، چیدمان داخلی و طراحی بیرونی مخروط دماغهٔ قطار سریع‌السیر بریتانیا (معروف به اینترسیتی ۱۲۵) بود و همچنین در طراحی نسخهٔ ال‌تی‌آی تی‌ایکس۱ تاکسی معروف لندن در سال ۱۹۹۷ میلادی شرکت داشت. او سفارشات زیادی را برای شرکت‌های ژاپنی انجام داده‌است.
یکی از ویژگی‌های بسیاری از کارهای طراحی گرنج این است که فقط بر اساس استایل یک محصول نیست. مفاهیم طراحی او از یک ارزیابی مجدد اساسی از هدف، عملکرد و استفاده از محصول ناشی می‌شود. او همچنین گفته‌است که نگرش او به طراحی هر محصولی این است که می‌خواهد استفاده از آن لذت بخش باشد. گرنج یکی از پیشگامان طراحی کاربر-محور بود، با هدف حذف آنچه که او به عنوان «تناقضات» ذاتی در محصولاتی که سهولت-در-استفاده را تجسم نمی‌کنند، بود.

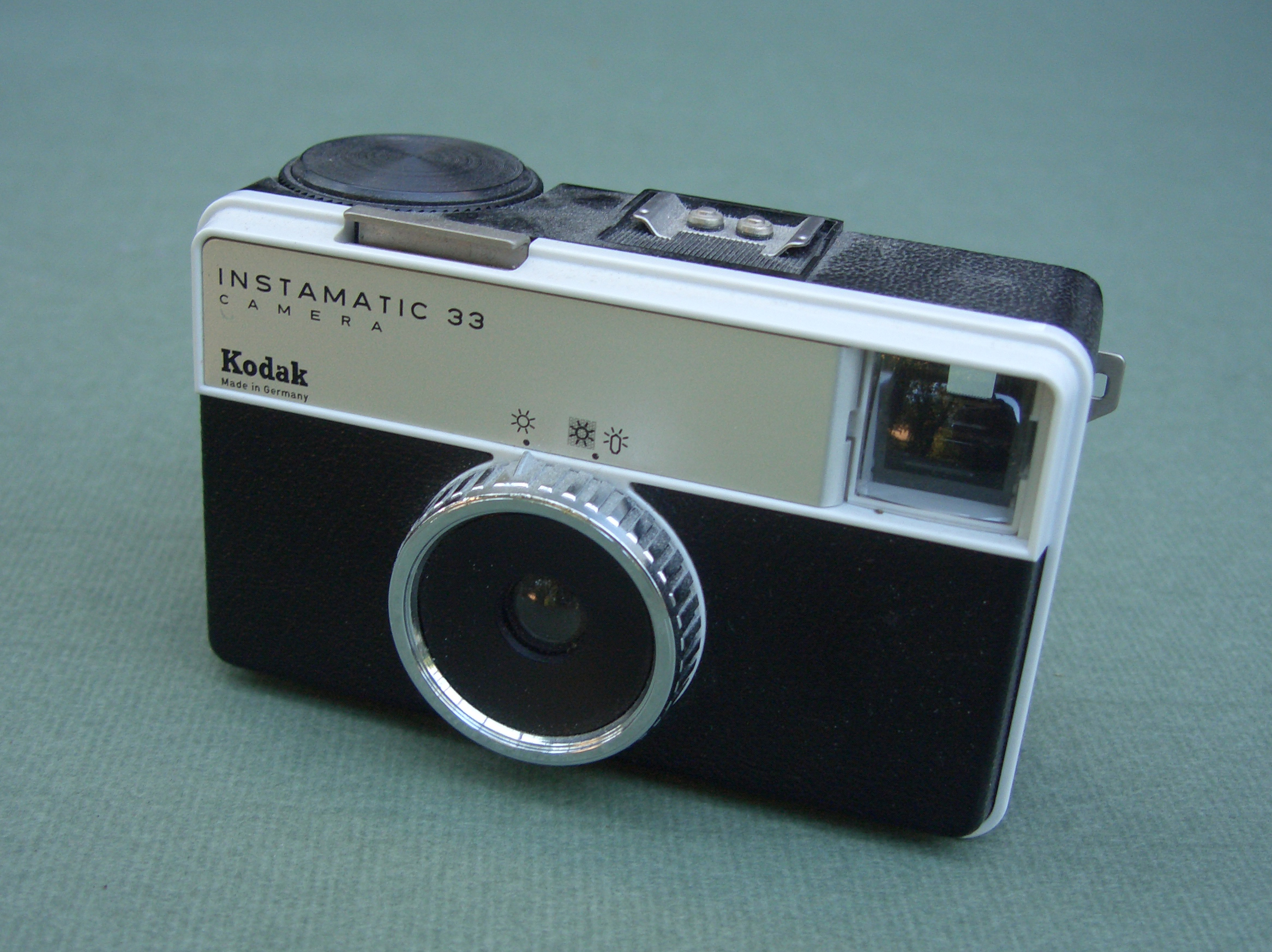
دوربین کداک اینستاماتیک کنت گرنج (حدود ۱۹۶۳ میلادی)

از زمان بازنشستگی از پنتاگرام در سال ۱۹۹۷ میلادی، گرنج به‌طور مستقل به کار خود ادامه می‌دهد. کارهای اخیر او شامل دستگیره‌های در برای شرکت آیز، چراغ‌های رومیزی و زمینی برای انگل‌پویز، و یک صندلی برای سالمندان برای هیچ میلیوس است.
اولین خودروی برقی تولیدی اچ‌اس‌تی، ۰۰۲ ۴۳، توسط راه‌آهن گریت وسترن به رنگ اصلی ریل بین-شهری بریتانیا رنگ‌آمیزی شد، و سپس به افتخار گرنج در ۲ مه ۲۰۱۶ میلادی در انبار سنت فیلیپ مارشِ جی‌دابلیوآر اچ‌اس‌تی در بریستول، به مناسبت چهلمین سالگرد اولین خدمات مسافربری بین شهری ۱۲۵، به نام او نامگذاری شد. گرنج بعداً در اکتبر ۲۰۱۶ میلادی از یورک بازدید کرد و با استفاده از اسپری رنگ، خودروی برقی ۱۸۵ ۴۳ را امضاء کرد. گرنج رئیس افتخاری گروه ۱۲۵ است که نمونهٔ اولیه خودروی برقی اچ‌اس‌تی را بازسازی کرده‌است و هدف آن حفظ نمونه‌های عملیاتی خودروهای اچ‌اس‌تی تولیدی بعدی است که در نهایت از خدمت بازنشسته شوند. پس از خروج از سرویس جی‌دابلیوآر، ۴۳۰۰۲ در سپتامبر ۲۰۱۹ میلادی به مجموعهٔ ملی پیوست و در لوکوموشن به نمایش درآمد.

## افتخارات
گرنج به خاطر خدماتی که برای طراحی در مراسم افتخارات سال نو ۲۰۱۳ میلادی داشت، نشان شوالیه را دریافت کرد. طرح‌های گرنج برنده ده جایزهٔ شورای طراحی، جایزهٔ دوک ادینبرو برای طراحی ظریف در سال ۱۹۶۶ میلادی شده‌است، و در سال ۲۰۰۱ میلادی جایزهٔ طراحان پرنس فیلیپ را دریافت کرد – جایزه‌ای به افتخار یک عمر دستاورد. او برندهٔ مدال طلای انجمن نخبگان طراحان شده‌است، و عضو هیئت علمی نخبگان انجمن سلطنتی هنر «طراحان سلطنتی برای صنعت» است. به گرنج از سوی کالج سلطنتی هنر، دانشگاه د مونتفورت، دانشگاه پلیموث، دانشگاه هریوت-وات و دانشگاه آزاد، دکترای افتخاری اعطاء شده‌است.
موزهٔ طراحی یک نمایشگاه بزرگ گذشته‌نگر از آثار گرنج در ژوئیه تا اکتبر ۲۰۱۱ میلادی برگزار کرد. آراس‌ای یک ضبط صوتی از گفتگویی دربارهٔ آثار گرنج با وی دارد.

## در رسانه‌ها
در آوریل ۲۰۲۲ میلادی، گرنج در سریال اسرار موزه شبکهٔ بی‌بی‌سی دو نمایش داده شد.